# Lijst van voetbalinterlands België - Moldavië (vrouwen)
Deze lijst van voetbalinterlands is een overzicht van alle officiële voetbalinterlands tussen de nationale vrouwenteams van België en Moldavië. De landen hebben tot nu toe drie keer tegen elkaar gespeeld.

## Wedstrijden
| № | Plaats   | Datum             | Competitie           | Wedstrijd         | Uitslag |
| - | -------- | ----------------- | -------------------- | ----------------- | ------- |
| 1 | Grigny   | 28 mei 1993       | Vriendschappelijk    | Moldavië − België | 0 − 7   |
| 2 | Leuven   | 19 september 2017 | WK 2019 kwalificatie | België − Moldavië | 12 − 0  |
| 3 | Chisinau | 12 juni 2018      | WK 2019 kwalificatie | Moldavië − België | 0 − 7   |

## Samenvatting
| Competitie        | Totaal gespeeld | Winst België | Gelijk | Winst Moldavië | Doelsaldo België – Moldavië |
| ----------------- | --------------- | ------------ | ------ | -------------- | --------------------------- |
| WK-kwalificatie   | 2               | 2            | 0      | 0              | 19 − 0                      |
| Vriendschappelijk | 1               | 1            | 0      | 0              | 7 − 0                       |
| Totaal            | 3               | 3            | 0      | 0              | 26 − 0                      |

KBVB · A-internationals · Selecties · Statistieken · Bondscoaches · Belgisch mannenelftal · België U19 · België U17
1970-1979 ·
1980-1989 ·
1990-1999 ·
2000-2009 ·
2010-2019 ·
2020-2029
EK 2017, EK 2022
EK 2013, EK 2017, EK 2022, WK 2023
Albanië ·
Armenië ·
Australië ·
Azerbeidzjan ·
Bosnië en Herzegovina ·
Bulgarije ·
Canada ·
Denemarken ·
Duitsland ·
Engeland ·
Estland ·
Faeröer ·
Finland ·
Frankrijk ·
Griekenland ·
Hongarije ·
Ierland ·
IJsland ·
Italië ·
Japan ·
Joegoslavië ·
Kosovo ·
Kroatië ·
Litouwen ·
Luxemburg ·
Mexico ·
Moldavië ·
Nederland ·
Nieuw-Zeeland ·
Nigeria ·
Noord-Ierland ·
Noord-Korea ·
Noorwegen ·
Oekraïne ·
Oostenrijk ·
Polen ·
Portugal ·
Roemenië ·
Rusland ·
Schotland ·
Servië ·
Slovenië ·
Slowakije ·
Spanje ·
Thailand ·
Tsjechië ·
Tsjecho-Slowakije ·
Verenigde Staten ·
Wales ·
Zuid-Afrika ·
Zuid-Korea ·
Zweden ·
Zwitserland